# Makalata didelphoides
La Makalata didelphoides o Makalata armata (Rata arbórea amazónica) es una especie de roedor de la familia Echimyidae. Habita en Bolivia, Brasil, la Guyana francesa, Guayana, Surinam y Venezuela, donde vive en terrenos húmedos del bosque tropical. También hay una población en Ecuador la cual se asocia a esta especie o a la Makalata macrurus. Es un animal nocturno, y se alimenta de semillas.